# نعمة الله خان
نعمة الله خان (1930 - 2020)، هو سياسي باكستاني، شغل منصب عمدة مدينة كراتشي في الفترة بين أغسطس 2001 و يونيو 2005.